# 언드라슈피 티보르
언드라슈피 티보르(헝가리어: Andrásfi Tibor, 1999년 12월 10일~)는 헝가리의 펜싱 선수로 주 종목은 에페이다. 2024년 하계 올림픽에서 에페 단체전 금메달을 획득했다.

## 경력
부다페스트 출신으로 아버지인 티보르 안드라스피와 어머니인 릴리아 무즈나이는 헝가리 태생 루마니아 국가대표 펜싱 선수였다. 언드라슈피는 부모의 영향으로 9세 때 펜싱을 시작했으며 BVSC-주글로 펜싱팀에 입단하여 선수 경력을 시작했다.
2024년 8월 프랑스 파리에서 열린 2024년 하계 올림픽에 참가했고 너지 다비드,  시클로시 게르게이, 코흐 마테와 함께 단체전에서 금메달을 획득했다.

## 수상
- 헝가리 올해의 펜싱 선수(2024)

### 수훈
- 장교십자 헝가리 공로장(2024년)
- 부다페스트 14구 명예 시민(2024)